# Ira D. Sankey

Ira David Sankey

Ira David Sankey (* 28. August 1840 bei Edinburg, Pennsylvania; † 13. August 1908 in Brooklyn, New York, N.Y.) war ein US-amerikanischer Sänger und musikalischer Leiter bei Evangelisationsveranstaltungen an der Seite des Evangelisten Dwight Lyman Moody und einer der bekanntesten Komponisten von Erweckungsliedern.

## Leben
In einem methodistischen Elternhaus in Pennsylvania aufgewachsen, hatte Ira D. Sankey 1856 mit 16 Jahren ein Bekehrungserlebnis und nahm in der Gemeinde schon früh musikalische Leitungsfunktionen als Superintendent der Sonntagsschule und als Chorleiter wahr. Musikalisch war er Autodidakt, wobei ihm seine Herkunft aus einer sehr musikalischen Familie zugutekam.
Als junger Mann diente Sankey im amerikanischen Sezessionskrieg als Soldat auf der Seite der Partei der Constitutional Union, d. h. der Nordstaaten. Nach dem Krieg trat er als Assistent seines Vaters dem Internal Revenue Service (IRS) bei, einer von der US-Regierung ins Leben gerufenen Agentur, die spezielle Steuern einnahm, um das finanzielle Defizit nach dem Krieg wieder auszugleichen.
Im September 1863 heiratete Sankey Fanny V. Edwards, eine seiner Sängerinnen. Aus der Ehe gingen drei Söhne hervor.
In New Castle wurde Sankey Mitglied der Methodist Episcopal Church. Er kämpfte engagiert für die Einführung von Musikinstrumenten in den kirchlichen Gottesdienst und erreichte die Aufstellung der ersten Orgel in seiner Kirchengemeinde.
Sankey begegnete im Jahre 1871 Dwight Lyman Moody. Während einer Konferenz des amerikanischen CVJM in Indianapolis bat ein presbyterianischer Pfarrer den anwesenden Sankey, das öffentliche Singen anzuleiten. Der begabte Sänger stimmte das Lied There is a Fountain Filled With Blood an, und es gelang ihm, die jungen Menschen zum Singen zu begeistern. Am Ende des Gottesdienstes kam Moody auf Sankey zu. Sankey gab diesem auf Nachfrage an, dass er verheiratet und Angestellter der Regierung sei und zwei Kinder habe. Der Evangelist forderte ihn auf, seinen Beruf aufzugeben und ihm bei seinen Veranstaltungen zu helfen. Am nächsten Tag bekam Sankey eine Karte mit der Bitte, Moody um sechs Uhr an einer bestimmten Straßenecke zu treffen. Sankey entschied sich, dem Ruf zu folgen. Sankey stellte sich Bitten Moodys auf eine Kiste, um zu singen. Arbeiter, die aus den Fabriken nach Hause gingen, blieben stehen, um zuzuhören. Nachdem Sankey sein Lied gesungen hatte, richtete Moody einige Worte an die Zuhörer, die dann, begleitet vom Gesang Sankeys, in die Oper marschierten, wo Moody seine Evangelisation hielt.
Dies war der Beginn einer jahrelangen Zusammenarbeit, die bis kurz vor Moodys Tod 1899 andauerte. Evangelisationskampagnen führten die beiden bis in das englischsprachige Europa. Sankey sang häufig eigene Lieder im neu aufkommenden Stil des Erweckungsliedes. Durch die häufigen Veranstaltungen erreichte dieses Repertoire eine große Verbreitung und wurde auch in Europa bekannt. Sankey arbeitete eng mit Fanny Crosby zusammen.
In den letzten Jahren seines Lebens erblindete Sankey.

## Werk
Sankey komponierte etwa 1200 Erweckungslieder, die er mit außergewöhnlichem Erfolg in einer Reihe von Sammlungen veröffentlichte. Sein erstes Liederbuch erschien 1873 in England mit dem Titel Sacred Songs and Solos. 1875 bis 1891 veröffentlichte er, teilweise in Zusammenarbeit mit Philip Paul Bliss (1838–1876), sechs Bände von Gospel Hymns. Sie wurden in mehrere Sprachen übersetzt; angeblich wurden mehr als 90 Millionen Exemplare verkauft.
Zu Sankeys Liedern gehören:
- There Are Lonely Hearts to Cherish (1881, Text von George Cooper, deutsch von Walter Rauschenbusch als Manches Herz will fast ermüden)
- Fading Away Like the Stars of the Morning (Text von Horatius Bonar, deutsch als Gleich wie die schimmernden Sterne verblassen)
- I’ve Found a Joy (Mir ward in bangen Sorgen)
- Light after Darkness (Text von Frances Ridley Havergal, deutsch von Johanna Meyer als Licht nach dem Dunkel)

Sankeys Lieder im Stil des Erweckungsliedes stehen meist im 4/4- oder 6/8-Takt, dann oft mit Achtel-Auftakt. Punktierungen wechseln sich mit nicht punktierten Abschnitten ab. Die meisten Lieder stehen in Dur und setzen nur die Grundakkorde voraus; Akkordwechsel sind selten. Teilweise kommen Passagen in Moll vor. Die Melodik basiert auf Pentatonik und Dreiklangsbrechungen. Sie ist gesanglich und verwendet kaum weite Sprünge. Chromatische Wechselnoten, meist in punktiertem Rhythmus, finden sich häufig. Die Melodie setzt sich häufig in Sequenzierungen und Steigerungen (häufig als Sekundketten) aus parallelen Paaren von Vordersatz mit Modulation und Nachsatz mit Rückmodulation zusammen. Der Rhythmus bei sich entsprechenden Abschnitten ist meist gleich oder aber als Steigerung konzipiert. Die meisten von Sankeys Liedern schließen mit einem Refrain.
Bekannt ist die Entstehungsgeschichte des Liedes Neunundneunzig der Schafe. Sankey hatte ein Gedicht über den Guten Hirten aus einer Zeitung ausgeschnitten und in sein Musik-Notizbuch gelegt. Bei einer Evangelisation in Edinburg (Pennsylvania) sprach Moody über den Guten Hirten und forderte Sankey auf, ein passendes Solo zu singen. Dieser hatte keins, aber ihm fiel der Zeitungsabschnitt ein. Nach einem Stoßgebet sang er aus dem Stegreif die berühmte Melodie. Ein Seufzen ging durch die Versammlung und Moody war zu Tränen gerührt.
In Deutschland wurden Sankeys Lieder u. a. durch die Übersetzungen von Ernst Gebhardt bekannt. Auch Franz Eugen Schlachter brachte einige von Sankeys Liedern von seiner Englandreise 1884 mit.
Neben den Kompositionen und Liedausgaben war das von Sankey und Moody vorgegebene Modell des reisenden Prediger/Musikdirektor-Paars prägend. Berühmte Paare der Folgezeit waren Reuben Archer Torrey und Charles Alexander, Billy Sunday und Homer Rhodeheaver sowie Billy Graham und Cliff Barrows.
Sankey wurde 1979–1980 von der Gospel Music Association in die Gospel Music Hall of Fame aufgenommen.

## Schriften
- Ira D. Sankey: My Life and the Sory of the Gospel Hymns, Reprinted from the 1907 edition, Fredinia Books, Amsterdam, The Netherlands
- Sacred Songs and Solos, Erstausgabe, 1873, Sacred Songs and Solos, With Standard Hymnes, combined. Morgan and Scott, London ca. 1890
- Gospel Hymns (Teile 1 bis 6)
- Walter Rauschenbusch, Ira D. Sankey: Evangeliums-Lieder, 1 und 2 (gospel hymns), New York: Im Verlag von the Biglow & Main Company and the Johns …